# Борјад
Борјад (мађ. Borjád) је село у Мађарској, у јужном делу државе. Село управо припада Бољском срезу Барањске жупаније, са седиштем у Печују.
Борјад је до Првог светског рата имао значајну српску заједницу.

## Природне одлике
Насеље Борјад се налази у јужној Мађарској, у историјској области Барања. Најближи већи град је Мохач.
Село је смештено у средишњој Барањи и удаљено је од ободних река, Дунава и Драве. Насеље је положено у равници, на приближно 110 метара надморске висине.

## Становништво
Према подацима из 2013. године Борјад је имао 372 становника. Последњих година број становника опада.
Претежно становништво у насељу чине Мађари римокатоличке вероисповести, а једина присутна мањина су Немци (око 13%). Срба у насељу више нема. У селу више нема ни српске цркве, која је била посвећена Успењу Пресвете Богородице.

### Попис1910.
| Борјад | Борјад |
| --- | --- |
| језик | вера |
| <div style="border:solid transparent;position:absolute;width:100px;line-height:0;<div style="border:solid transparent;position:absolute;width:100px;line-height:0; укупно: 916 Немачки 581 (63,42%) Српски 239 (26,09%) Мађарски 59 (6,44%) Хрватски 10 (1,09%) остали 27 (2,94%) - (-%) | укупно: 916 Лутерани 434 (47,37%) Православци 239 (26,09%) Римокатолици 172 (18,77%) Калвинисти 46 (5,02%) Јевреји 21 (2,29%) Унитаристи 3 (0,32%) остали 1 (0,10%) |

## Историја
Место је насељено између 1720-1730. године за време аустријског цара Карла III. Срби су у насељу присутни још од средњег века, али је њихов број посебно нарастао после Велике сеобе. У 19. веку они су чинили значајан део сеоског становништва.
После Првог светског рата и поделе Барање на два дела — данас мађарски (северни, већи) и југословенски (јужни, мањи), Борјад се нашао у сасвим другачијем, неповољнијем положају. Новом границом између Републике Мађарске и Краљевине Срба, Хрвата и Словенаца он је остао је мађарском делу. У следећим годинама огромна већина Срба (преко 200 душа) се иселила у српске делове новоосноване Краљевине Срба, Хрвата и Словенаца, тако да данас Срба нема у селу.

## Срби у Борјаду
Место су раније Срби звали „Борјат”, и оно је као такво убележено 1735. године. Тада је православни свешреник у месту исповедио и причестио током Ускршњег поста укупно 142 православца. Са списка се виде презимена тадашњих домаћина: Вујиновић, Миодрагов, Бели, Чепинац, Стефанов, Продић, Воровац, Вукман, Милојевић, Бачван, Бегојев, Вуков, Ћукић, Марков, Богић, Шушна, Ајдук, Стојанов, Милошев, Черни, Тедић, Милинов, Петров,
Према државном шематизму православног клира у Угарској из 1846. године, у Борјаду је тада било 600 православних душа. Парохији борјадској припадала је и филијала Поча. Православно парохијско звање је у месту основано 1770. године, а црквене матрикуле се воде од 1777. године. Православни храм посвећен празнику Успења Пресвете Богородице постоји од 1735. године, а свештенство чине - парох Давид Поповић и капелан Петар Даљац.
Иконостас борјадског српског православног храма је осликан 1783. године. Радове је извршио, судећи по натпису на престоној икони Пресвете Богородице, Јаков Недић молер из места Боботе. У борјадском храму радили су 1810. године, али не зна се шта, и иконописци Арсеније Вујић из Печвара, и његов ученик Лазар Милић.
Године 1826. записана су два православна свештеника у месту: поп Давид Поповић парох (и 1809) и поп Јован Рафаиловић (ту и 1824. као капелан).
По попису парохијских места у Мохачком протопрезвирату, у Борјаду је 1847. године било 600 православца. А две деценије потом њихов број је преполовљен, и записано је чак 373 душа. Село је 1885. године заједно са парохијском филијалом Почом у Мохачком изборном срезу, за црквено народни сабор. У Борјаду је избројано тада 373 душе, а у Почи још 172.
Претплатнички пункт због занимљивог руског ратног романа формиран је у Борјаду. Свој примерак књиге платили су писмени грађани: поп Јован Рафаиловић парох и месни школски управитељ, Димитрије Радојчић учитељ, Стефан Будишић „јагер” и Давид Марковић кројач.
Парох месни је био и поп Павле Костовић. Његов споменик је нађен почетком 21. века, оборен и оштећен. Споменик пароха борјадског поп Јелисеја Поповића чува се у порти мохачке цркве, са још два борјадска споменика.
Општина „Борјат” је 1745. године издвајала годишње по 28 ф. за издржавање српске школе. Јефтимије Јоакимовић је пренумерант - учитељ 1824. године у Борјаду. Георгије Николић био је 1833. године учитељ борјадски. Постоји српска народна школа 1846. године, коју похађа 18 ђака, под учитељем Стефаном Јерковићем. Био је у месту 1868. године народни учитељ Харитон Јанковић. Учитељ месни Стеван Салмаџић умро је 1888. године. Завршио је Сомборску препарандију, и пре борјадског намештења службовао је у Болману. Новог учитеља су тражили у Борјаду 1894. године, нудећи му 92 ф. годишњу плату и 8,5 јутара плодне земље. Парох и председник црквено-школског одбора био је те године поп Димитрије Грујић. Јавља се тада назаренски покрет у месту, чији је покретач један мештанин. Расписан је 1897. године стечај за упражњено место српског учитеља у спојеној школи Борјад-Поча, са седиштем Борјаду. Понуђена плата је само 20 ф. али следује учитеља 16 јутара оранице, богат депутат и солидна новчана награда за појање. Мохачки адвокат и посланик Јосиф Јагић је 1897. године поклонио школска учила у вредности 100 ф. за опрему новосаграђене школе у Борјаду. Захвалили су му се јавно, председник црквене општине Милан Новаковић и парох Мита Грујић. Наредиле су више црквене власти 1899. године, да борјадска општина исплати учитељу Петру Недићу, заосталу плату и петогодишњи додатак, а општина „Поча” да му плати за појање. Расписан је 1899. године стечај за упражњено место борјадског учитеља, са основном годишњом платом од 300 ф. за „посведневну наставу”. Постављен је 1899. године за привременог учитеља Младен Стојшић.
Римокатолички Срби тзв. Шокци, њих око 500 душа из Борјада и Оласа, пријавили су се 1900. године, борјадском православном пароху Димитрију Грујићу, да хоће попут Сантовчана, да пређу православну веру. Своју жељу изразили су наводно лично и писмено. У борјадској српској вероисповедној школи је 1905-1912. године, радила привремена, неудата учитељица Вукосава Ћурчић, родом из Сомбора. У школском здању подигнутом 1895. године, било је 1905. године - 27 ђака у редовној, и пет у пофторној школи. И њој је општина Борјад, као и раније колеги Недићу, остао дужан петогодишњи доплатак.
Митрополијски извештај из 1905. године наводи да је Борјад мала општина, са 122 дома, од којих су 64 српска. Православних Срба је тада било 228. Место је имало српску цркву и народну школу, те парохијски дом. Парох Димитрије Грујић је и школски управитељ, а ту је затим као администратор парохије јеромонах Гаврило Зарић, родом из Ердевика. Мада је црквено-општински земљишни посед 38 кј, општина се сматра сиромашном и свештеник прима додатак из јерархијског фонда. Православни храм у облику „куће” је у добром стању, а посвећен празнику Ваведењу Пресвете Богородице. Храм је тада у добром стању, а постоје црквена порта и српско гробље.
Српска православна црква у Борјаду је срушена 1974. године. Два споменика постављена уз храм су након његовог рушења, пренета у порту храма у Мохачу. Почетком 21. века опстало је само српско православно гробље, на источном крају града, поред католичког. Власништво је српске црквене општине, има два дела, од ливаде га раздваја јарак. Није ограђено, неки споменици од мермера и пешчара су срушени а неки украдени.